# آدام هوروویتس
آدام هوروویتس (انگلیسی: Adam Horowitz؛ زادهٔ ۴ دسامبر ۱۹۷۱) یک فیلم‌نامه‌نویس، و تهیه‌کننده تلویزیونی اهل ایالات متحده آمریکا است.